# Hiitola

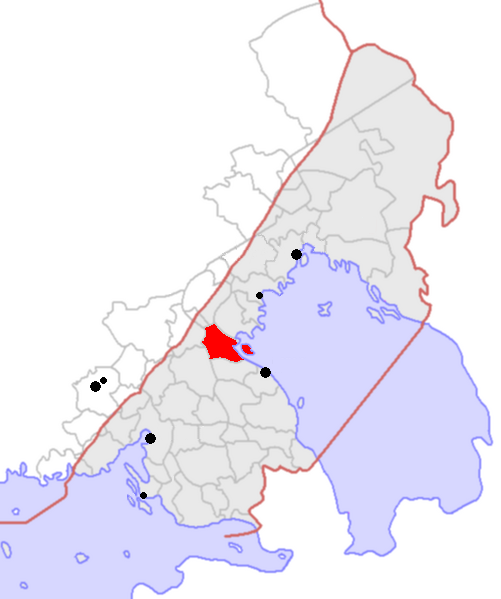
Hiitola sur la carte de la Carélie

Khiytola ou Hiitola (russe : Хийтола, finnois : Hiitola) est une commune du raïon de Lahdenpohja de la république de Carélie en Russie, au croisement des lignes ferroviaires  de Vyborg–Joensuu et de  Saint-Pétersbourg–Hiitola. 
Avant la Guerre d'Hiver, c'était une municipalité de la province de Viipuri en Finlande.

## Populations
Avant 1944, Hiitola fait partie de la province de Viipuri.
Hiitola est cédée à l'Union soviétique en 1944. 
Sa superficie était alors de 423,2 km² et elle comptait 8 265 habitants en 1939.
La partie septentrionale d'Hiitola a été intégrée à la république de Carélie et sa partie méridionale à l'oblast de Léningrad.
Les zones habitées sont Asila, Pukinniemi, Tiurula et Vaavoja ainsi que l'ancienne zone de Hömmö que l'on a renommée Tauna ou Touna.
Les populations ont été évacuées après la guerre de continuation vers les communes de: Ahlainen, Honkajoki, Kankaanpää, Karvia, Kullaa, Luvia, Merikarvia, Nakkila, Noormarkku, Pomarkku, Pori, Siikainen ja Ulvila.

## Les villages en 1939
Alakokkola, Asila, Haapalahti, Haukkavaara, Hiitola, Huiskonniemi, Hännilä, Iitula, Ivankoski, Kavonsalmi, Kilpola, Kopsala, Koukunniemi, Kuoksjärvi, Kyläjärvi, Kylälahti, Kylät, Laurola, Lipola, Mustola, Nehvola, Petkola, Piimälä, Pohjiinkylä, Pukinniemi, Päijälä, Raivattala, Siisiönmäki, Sirsjärvi, Telkinniemi, Tenhola, Tiurula, Tounaa, Tujula, Ulaskanniemi, Unkola, Uusikylä, Vaavoja, Valtola,Veijala, Yläkokkola.

## Célébrités
- Eeva Kilpi, écrivain
- Juho Paksujalka, député finlandais
- Anja Räsänen, acteur
- Martti Talvela, chanteur d'opéra
- Väinö Heikki Vainio, écrivain